# セルゲイ・ドヴラートフ
セルゲイ・ドナートヴィチ・ドヴラートフ（ロシア語: Серге́й Дона́тович Довла́тов, ラテン文字転写: Sergei Donatovich Dovlatov, 1941年9月3日 - 1990年8月24日）は、ロシアの小説家。

## 生涯
1941年9月3日に、バシキール自治ソビエト社会主義共和国のウファで生まれた。父は劇場監督のドナート・イサーコヴィチ・メーチク（Донат Исаакович Мечик、1909年 - 1995年）、母は文章校正家のノラ・セルゲイエヴナ・ドヴラートヴァ（Нора Сергеевна Довлатова、1908年 - 1999年）。1944年からは、戦火の収まったレニングラードで暮らす。1959年、レニングラード国立大学文学部（フィンランド語学科）に入学したが、二年半後に退学を余儀なくされた。1962年から1965年にかけては、軍隊に勤務、コミ北部にあった矯正労働収容所の警備員として働いた。

### 創作活動の開始
除隊後、ドヴラートフはジャーナリズム学部に入り、工場新聞のジャーナリストとして働き、物語を書き始めた。マラムジン、エフィーモフ、ヴァフチンらとともに、レニングラードの文学サークル「都会派」に加わった。ある時は、パノワの元で、秘書として働いていた。1972年から1976年までタリンに住み、「ソヴェーツカヤ・エストニア新聞」の通信員として勤務、また、プスコフ近郊のプーシキン保護区域で観光ガイドとして働いた。1976年にレニングラードに戻り、雑誌「焚き火」に携わる。
ドヴラートフは散文作品を書いていたが、ソ連の雑誌に作品を掲載しようとする試みは徒労に終わった。彼の最初の本の組版はKGBの命令で廃棄される。60年代終わり頃から、ドヴラートフは地下出版物に自分の作品を発表するようになり、1976年には、いくつかの作品が西側の雑誌、「大陸」や「時間と我ら」に発表された。そのため、ソ連のジャーナリスト組合から除名された。

### 亡命後
1978年、政府からの追及を逃れるため、ドヴラートフはウィーンに亡命し、その後、家族とともにニューヨークに移り住んだ。ニューヨークでは、リベラルな移民系新聞「The New American」（ロシア語）を発行した。そして、『見えない本』（1978年）、『アンダーウッドのソロ』（1980年）、中編小説『妥協』（1982年）、『サンクチュアリ』（1983年）、『わが家の人びと』(1983年）など、相次いで自身の小説を出版した。80年代半ば頃、大きな文学的成功を収め、権威ある雑誌「ザ・ニューヨーカー」に自身の作品を発表した。
1990年8月24日、心不全によりニューヨークで死去。48歳没。ヘブロン山墓地に埋葬された。
12年間の亡命生活で、12冊の本が欧米で出版された。ソ連では、地下出版や「自由ラジオ」へ印税を譲渡したことによって知られた作家であった。彼の死とソ連崩壊後、ロシアでも彼の短編集が数多く出版され、20世紀後半で最も愛されたロシア人作家の一人となった。
2018年、伝記映画『Dovlatov』が公開された。

## 日本語訳
- 『わが家の人びと』 沼野充義訳、成文社、1997年。
- 『かばん』 ペトロフ=守屋愛訳、成文社、2000年。